# NBC New York Nonstop
NBC New York Nonstop était une station de télévision américaine d'information en continu axé sur le divertissement situé au 30 Rockefeller Plaza dans Manhattan à New York lancée le 9 mars 2009 et distribuée sous forme de sous-canal numérique de WNBC, l'affilié du réseau NBC.
Le 20 décembre 2012, elle a été remplacée par Cozi TV.

## Émissions
- New York Nightly News With Chuck Scarborough
- Style Fix
- Open House NYC
- LXTV First Look
- Meet the Press
- Screening Room
- Soundcheck
- Sidewalk Stories
- What's the Deal?
- Wall Street Journal Report
- Entertainment Buzz
- Best of Weekday